# Rob Schneider
Robert Michael «Rob» Schneider (San Francisco, California, 31 de octubre de 1963) es un actor, comediante y guionista estadounidense.
Schneider ha protagonizado películas de comedia satírica tales como Estoy hecho un animal, Este cuerpo no es el mío, Gigoló por accidente en Europa, The Benchwarmers y tiene papeles en varias películas con Adam Sandler como Little Nicky, Mr. Deeds, I Now Pronounce You Chuck & Larry, The Hot Chick, Un papá genial, El aguador, 50 First Dates, Eight Crazy Nights, The Longest Yard, Demolition Man, Click, Fiesta de solteros (American Crude), You Don't Mess with the Zohan y  Más allá de los sueños. Apareció también en Saturday Night Live entre 1990 y 1994.

## Biografía
Nació en San Francisco, California y creció en las afueras de Pacífica. Es hijo de Pilar (una maestra de jardín de infantes) y Marvin Schneider. Tiene ascendencia judía alemana, por parte de su padre y también filipina por parte de la familia de su madre (su abuela era filipina casada con un oficial del ejército de los Estados Unidos en las Filipinas). Mantuvo romances con Julia Sweeney y Jill Barron.
Estuvo casado con la modelo London King entre 1988 y 1990 teniendo un hijo llamada Tanner Elle Schneider (más conocido en el mundo de la música como Elle King), el cual nació en 1989. En el año 2011 volvió a pasar por el altar, casándose con la productora mexicana Patricia Azarcoya, con quien tiene una hija llamada Miranda Schneider, nacida en el año 2012.
Según una publicación suya en su cuenta de X asegura tener una maravillosa compañera de vida, su esposa Patricia y tres encantadores hijos: Ell, Miranda y Madeline. Asimismo, anunció a sus 60 años que es un nuevo converso al catolicismo, y ofreció sus disculpas por su falta de perdón de Cristo a su prójimo.

## Carrera
Schneider comenzó su carrera como comediante poco después de terminar la escuela secundaria. Es nativo de Pacífica, California era un invitado habitual en programas de radio locales. Después de abrir un espectáculo cómico de Dennis Miller en 1987, Schneider ganó un espacio en HBO's 13th Anual Jóvenes Humoristas Especial, que fue auspiciada por Miller. La aparición especial de Schneider en HBO lo llevó a ser el escritor de la noche NBC por su desempeñó en "Saturday Night Live". 

### Saturday Night Live
Schneider se sumó al elenco de Saturday Night Live en 1988, siendo el primer asiático-americano miembro del elenco en el show. Schneider rápidamente se graduó de escritor y fue destacado como jugador de miembro pleno emitido. Participó desde 1990 hasta 1994 en "SNL", interpretando roles como "Pequeño Elvis" y "Orgasmo Guy". Su más conocido personaje recurrente fue, en junio de 2008, "Richard Laymer" - un empleado de oficina que se dirigía a cada uno de sus compañeros de trabajo con un sinfín de apodos molestos. Schneider aparece en el vídeo "La liberación de Bad Boys" de Saturday Night Live, junto con sus colegas Adam Sandler, Chris Rock, David Spade y Chris Farley.

#### Personajes recurrentes enSNL
- Richard Laymer ("La Richmeister"), un empleado de oficina que irrita a las personas dándoles apodos
- Carlo, desde el Restaurante II Cantore bocetos
- El sensible hombre desnudo, un hombre desnudo que da consejos a otros caracteres

#### Celebridades imitadas
- Fred Schneider de B-52's
- El exmiembro de SNL, Billy Crystal
- Adolf Hitler
- K.D. Lang
- Jeff Gillooly
- Erik Menéndez
- Soon-Yi Previn
- Rick Dees
- Emilio Estévez
- Peter Lorre

## Parodia y sátira
Schneider se caracteriza por interpretar a personajes "perdedores" o notablemente torpes e inferiores, frente a un ambiente competitivo, como por ejemplo cortejar a una chica de su interés frente a un universo de machos alfa.
En las películas realizadas por Rob, el personaje principal a menudo en desventaja frente al medio, suele ser objeto de algún tipo de transformación extraña; ya sea sobrenatural o de ciencia ficción incluso un cambio de carrera extremo y poco probable. Por este motivo fue parodiado en la serie animada South Park, en el episodio La mierda más grande del universo (El título se refiere a una sátira de John Edward, y no a Schneider). A lo largo del episodio, durante los vuelos de avión o momentos posteriores a un vuelo, se muestran películas de Rob Schneider como actor principal sufriendo transformaciones absurdas como: una grapadora, una zanahoria, e incluso Kenny McCormick, un personaje de South Park; Rob como "Kenny" muere disparado y/o empalado. About.com le preguntó a Rob acerca de la parodia en South Park, a lo que el actor respondió: "Me encantó; fue genial. Lo único que pensaba, es que eran muy amables conmigo... Cuando eres doblado por la mejor gente del sector, es un honor."

## Filmografía
| Año  | Película                       | Personaje                       | Director                                              |
| ---- | ------------------------------ | ------------------------------- | ----------------------------------------------------- |
| 1990 | Martians Go Home               | Voyeur                          | David O'Dell                                          |
| 1991 | Necessary Roughness            | Chuck Neiderman                 | Stan Dragoti                                          |
| 1992 | Home Alone 2: Lost in New York | Cedric el botones               | Chris Columbus                                        |
| 1993 | Surf Ninjas                    | Iggy                            | Neal Israel                                           |
| 1993 | Demolition Man                 | Erwin (No acreditado)           | Marco Brambilla                                       |
| 1993 | The Beverly Hillbillies        | Woodrow Tyler                   | Penelope Spheeris                                     |
| 1995 | Juez Dredd                     | Fergie, Herman Ferguson         | Danny Cannon                                          |
| 1996 | Down Periscope                 | Teniente Martin Pascal          | David S. Ward                                         |
| 1996 | Pinocho, la leyenda            | Volpe                           | Steven Barron                                         |
| 1998 | Susan's plan                   | Steve                           | John Landis                                           |
| 1998 | Knock Off                      | Tommy Hendricks                 | Tsui Hark                                             |
| 1998 | The Waterboy                   | Townie                          | Frank Coraci                                          |
| 1999 | Deuce Bigalow: Male Gigolo     | Deuce Bigalow                   | Mike Mitchell                                         |
| 1999 | Un papá genial                 | Nazo, el repartidor italiano    | Dennis Dugan                                          |
| 1999 | Muppets from Space             | Productor de televisión         | Tim Hill                                              |
| 2000 | Little Nicky                   | The Townie                      | Steven Brill                                          |
| 2001 | The Animal                     | Marvin Mange                    | Luke Greenfield                                       |
| 2002 | Mr. Deeds                      | Nazo, el repartidor italiano    | Steven Brill, Jared Harris                            |
| 2002 | Eight Crazy Nights             | Camarero chino & Narrador       | Seth Kearsley                                         |
| 2002 | The Hot Chick                  | Clive Maxtone / Jessica Spencer | Tom Brady                                             |
| 2003 | The Electric Piper             | Rinky-Dink-Dink (voz)           | Raymie Muzquiz                                        |
| 2004 | 50 First Dates                 | Ula                             | Peter Segal                                           |
| 2004 | La vuelta al mundo en 80 días  | Hobo                            | Frank Coraci                                          |
| 2005 | El clan de los rompehuesos     | Punky                           | Peter Segal                                           |
| 2005 | Deuce Bigalow: European Gigolo | Deuce Bigalow                   | Mike Bigelow                                          |
| 2006 | Grandma's Boy                  | Yuri                            | Nicholaus Goossen                                     |
| 2006 | The Benchwarmers               | Gus Matthews                    | Dennis Dugan                                          |
| 2006 | Click                          | Príncipe Habeeboo               | Frank Coraci                                          |
| 2006 | Shark Bait                     | Nerissa                         | Howard Baker, Howard E. Baker, John Fox, Kyung Ho Lee |
| 2006 | Chiquito pero peligroso        | Dinosaur Rex                    | Keenen Ivory Wayans                                   |
| 2007 | Os declaro marido y marido     | Ministro asiático               | Dennis Dugan                                          |
| 2007 | El Gran Stan                   | Stan Minton                     | Rob Schneider                                         |
| 2008 | You Don't Mess with the Zohan  | Salim                           | Dennis Dugan                                          |
| 2009 | American Virgin                | Ed Curtzman                     | Clare Kilner                                          |
| 2010 | Grown Ups                      | Rob Hilliard                    | Dennis Dugan                                          |
| 2010 | The Chosen One                 | Paul Zadzik                     | Rob Schneider                                         |
| 2011 | You May Not Kiss the Bride     | Ernesto                         | Rob Hedden                                            |
| 2013 | InAPPropriate Comedy           | Rob Schneider                   | Vince Offer                                           |
| 2014 | Wings: Sky Force Heroes        | Fred (voz)                      | Tony Tang, Mychal Simka                               |
| 2015 | The Ridiculous 6               | Ramón Stockburn                 | Frank Coraci                                          |
| 2015 | Pups United                    | Benny (voz)                     | Guy Distad                                            |
| 2016 | Norm of the North              | Norm                            | Trevor Wall                                           |
| 2020 | La otra Missy                  | Komante                         | Tyler Spindel                                         |
| 2020 | El halloween de Hubie          | Richard "Richie" Hartman        | Steven Brill                                          |
| 2022 | Daddy Daughter Trip            | Larry Buble                     | Rob Schneider                                         |
| 2023 | Chip Chilla                    | Chum Chum                       | Eric Branscum                                         |
| 2023 | Leo                            | Director de la escuela          | Robert Smigel, Robert Marianetti y David Wachtenheim  |